# Afrochoerodon
L'afrocherodonte (gen. Afrochoerodon) è un proboscidato estinto, appartenente ai cherolofodontidi. Visse tra il Miocene inferiore e il Miocene medio (circa 16 - 11 milioni di anni fa) e i suoi resti fossili sono stati ritrovati in Africa.

## Descrizione
Questo proboscidato doveva essere vagamente simile all'attuale elefante indiano come corporatura e dimensioni, anche se un po' più basso. Il cranio era alto e corto, con archi zigomatici massicci, ma non prominenti lateralmente. I molari intermedi erano a struttura trilofodonte, con cuspidi massicce, bulbose e a corona bassa. La morfologia occlusale dei molari era semplice, pressoché priva di cemento; benché i denti richiamassero quelli del più noto Choerolophodon, essi erano di struttura più semplice. Le zanne superiori erano grandi e allungate; inizialmente discendevano verso il basso e si allargavano verso l'esterno, per poi curvare verso l'alto; erano prive di smalto. Non è chiaro se fossero presenti zanne inferiori.

## Classificazione
Inizialmente i fossili attribuiti a questo genere vennero classificati come varie specie del genere eurasiatico Choerolophodon; tuttavia, nel 2001 Pickford riconobbe caratteristiche ben più primitive, sufficienti a distinguere queste specie in un genere a sé stante, Afrochoerodon. A questo genere sono solitamente ascritte le specie Afrochoerodon kisumuensis del Miocene inferiore-medio del Kenya e A. zaltaniensis, del Miocene inferiore di Djebel Zelten in Libia. Altre specie variamente attribuite a questo genere, come A. ngorora del Kenya e A. chioticus (Chios, Grecia), potrebbero invece appartenere a tutti gli effetti a Choerolophodon. Altri fossili attribuiti ad Afrochoerodon sono stati ritrovati in Africa meridionale.
Afrochoerodon sembrerebbe una forma ancestrale al più specializzato Choerolophodon; questi due generi sono considerati parte di un clade (Choerolophodontinae) di proboscidati affini ai gonfoteriidi, noti come ''gonfoteri dai denti da maiale'', a causa della somiglianza dei loro molari con quelli dei suidi. A volte i cherolofodontini sono considerati una famiglia a sé stante (Choerolophodontidae).